# Vic Anselmo
Vic Anselmo (née Viktorija Kukule le 21 mars 1985 à Riga) est une chanteuse lettone, résidant à Bochum, en Allemagne. Ayant débuté comme interprète de metal gothique, Vic s'est produite avec son propre groupe tout au long de sa carrière, tout en coopérant avec plusieurs autres musiciens.

## Biographie
Après avoir déménagé en Allemagne, Vic décide d'adapter sa performance au genre auteur-compositeur-interprète. Vic trouve son inspiration dans des groupes, des artistes et des compositeurs comme Ella Fitzgerald, Lisa Gerrard, Edvard Grieg, Queen, Alice in Chains, Tom Waits et Devin Townsend. Sa musique représente la manière dont elle exprime ses émotions en utilisant uniquement sa voix. Ses albums, qui vont des ballades sensibles aux nuances de blues et de folk, ont souvent pour thème l'état d'esprit dans lequel elle se trouve à ce moment-là. Son nom d'artiste est dérivé du nom de famille de Phil Anselmo, chanteur du groupe américain de metal Pantera, dont elle était fan dans sa jeunesse.
Tout au long de sa carrière, Vic est impliquée dans plusieurs coopérations intéressantes avec des artistes tels que Mick Moss (Antimatter), Anneke van Giersbergen (ex-The Gathering) et Duncan Patterson (ex-Anathema), entre autres.
En 2006, elle sort un CD démo intitulé Beverly, puis deux CD, Trapped in a Dream (2008) et In My Fragile (2011). Ce dernier album est publié par Danse macabre après que Bruno Kramm, directeur du label, ait été intéressé par la reprise de Das dunkle Land par Anselmo.
En 2011, elle assure la première partie du groupe de dark wave Deine Lakaien,. Son nouvel album Who Disturbs the Water sort le 2 octobre 2015. 

## Discographie

### Albums studio
- 2008 : Trapped in a Dream
- 2011 : In My Fragile
- 2015 : Who Disturbs the Water

### EP
- 206 : Backyard Novelties (EP numérique)